# Liste der Bodendenkmale in Neulewin
In der Liste der Bodendenkmale in Neulewin sind alle Bodendenkmale der brandenburgischen Gemeinde Neulewin und ihrer Ortsteile aufgelistet. Grundlage ist die Veröffentlichung der Landesdenkmalliste mit dem Stand vom 31. Dezember 2020.
Die Baudenkmale sind in der Liste der Baudenkmale in Neulewin aufgeführt.

## Bodendenkmale
| Gemarkung                     | Flur                         | Kurzansprache         | Bodendenkmalnummer | Bemerkung | Bild |
| ----------------------------- | ---------------------------- | --------------------- | ------------------ | --------- | ---- |
| Altlewin, Neulewin (Lage)     | 101, 101                     | Siedlung Urgeschichte | 60024              |           |      |
| Altlewin, Neulewin (Lage)     | 101, 101, 105                | Siedlung Bronzezeit   | 60122              |           |      |
| Kerstenbruch, Neulewin (Lage) | 102, 101, 102, 103, 104, 105 | Dorfkern Neuzeit      | 60123              |           |      |